# 米国インターネット犯罪苦情センター

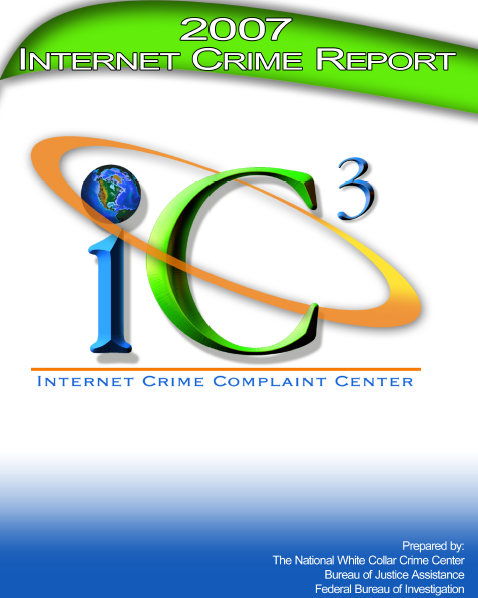

米国インターネット犯罪苦情センター（べいこくインターネットはんざいくじょうセンター、英Internet Crime Complaint Center、略称IC3）は、連邦捜査局(FBI)と全国ホワイトカラー犯罪センター(NW3C)と連携して設立された政府機関。

## 概要
インターネット関連犯罪に関する苦情受付や調査を行い、内容に応じ、適切な連邦、州、地方、または国際法的執行機関等へ転送する。インターネットで苦情受付を行っている。インターネット犯罪への統計および報告書発表も行っている事から、インターネット犯罪に対する一次資料として取り上げられることも多い。FBIと親密な連携を取っており、実質的にFBIが主導しているとみられることも多く「米連邦捜査局（FBI）のインターネット犯罪苦情センター」と紹介される報道も存在する。1980年にFBIと米司法省(Doj)および連邦取引委員会(FTC、日本の消費者庁に近い)によって非営利団体たるNW3Cが設立されると、各地の法執行機関に支援等を行うようになる。インターネットが登場し、サイバー犯罪が増加してくると、NW3Cもそれら新たに登場したサイバー犯罪に対する支援を行うようになる。それらには研究および犯罪防止のための技術的教育（トレーニング）も含まれていた。インターネットが普及するに従い、オンライン詐欺等が増大したために、FBIはNW3Cと共同で、2000年に「インターネット詐欺苦情センター(IFCC)」を設立し、一般向け窓口とした。しかし、更なるインターネットの発達によって詐欺に留まらず様々な犯罪に直結する事例が増えたために2003年に「インターネット犯罪苦情センター」として名称変更した。IC3は、FBIのサイバー部門(Cyber Division)内に設立されており、また、FBI捜査官が常駐している。。米国におけるインターネット犯罪の中心的な受付窓口あるいは情報ハブとして機能しており、その敏速な対応により効果をあげるばかりか、同時に犯罪性が無い紛らわしい苦情に対応する事により、捜査の人的資源（つまり捜査官の時間）を守る事によって、効率の良い捜査態勢の寄与に貢献している米国機関である。